# Championnats de Roumanie d'escrime
Les championnats de Roumanie d'escrime  sont organisés chaque année organisés par la Fédération roumaine d'escrime. Il s'agit de la compétition la plus importante au niveau national.
Ils ont eu lieu pour la première fois en 1920 et depuis se déroulent chaque année, avec quelques exceptions lors de la Seconde Guerre mondiale et de la pandémie de Covid-19.

## Palmarès

### Palmarès individuel
| Année | Fleuret masculin                                          | Fleuret féminin                                           | Épée masculine                                            | Épée féminine                                             | Sabre masculin                                            | Sabre féminin                                             |
| 1920  | Dinu Cesianu                                              |                                                           | Alexandru Racoviță                                        |                                                           |                                                           |                                                           |
| 1921  | Alexandru Racoviță                                        |                                                           | Alexandru Racoviță                                        |                                                           |                                                           |                                                           |
| 1922  | Mihai Savu                                                |                                                           | Constantin H. Rosetti                                     |                                                           |                                                           |                                                           |
| 1923  | Mihai Savu                                                |                                                           | Constantin H. Rosetti                                     |                                                           |                                                           |                                                           |
| 1924  | Gheorghe Caranfil                                         |                                                           | Nicolae Caranfil                                          |                                                           | Nicolae Caranfil                                          |                                                           |
| 1925  | Mihai Savu                                                |                                                           | Nicolae Caranfil                                          |                                                           | Nicolae Caranfil                                          |                                                           |
| 1926  | Gheorghe Caranfil                                         |                                                           | Răzvan Popescu                                            |                                                           | Ödön Balazs                                               |                                                           |
| 1927  | Constantin H. Rosetti                                     |                                                           | Nicolae Caranfil                                          |                                                           | Nicolae Caranfil                                          |                                                           |
| 1928  | Gheorghe Caranfil                                         |                                                           | Constantin H. Rosetti                                     |                                                           | Dumitru Raiciu                                            |                                                           |
| 1929  | Denis de Dolescko                                         |                                                           | Nicolae Marinescu                                         |                                                           | Dumitru Raiciu                                            |                                                           |
| 1930  | Nicolae Marinescu                                         |                                                           | Nicolae Marinescu                                         |                                                           | Dumitru Raiciu                                            |                                                           |
| 1931  | Gheorghe Caranfil                                         |                                                           | Nicolae Caranfil                                          |                                                           | Vasile Rădulescu                                          |                                                           |
| 1932  | Nicolae Marinescu                                         |                                                           | Radu Brăescu                                              |                                                           | Radu Brăescu                                              |                                                           |
| 1933  | Nicolae Marinescu                                         |                                                           | Nicolae Caranfil                                          |                                                           | M. Lozoncy                                                |                                                           |
| 1934  | Radu Matak                                                |                                                           | Nicolae Caranfil                                          |                                                           | Ștefan Slăvescu                                           |                                                           |
| 1935  | Nicolae Marinescu                                         |                                                           | Paul Drogeanu                                             |                                                           | Andrei Altman                                             |                                                           |
| 1936  | Nicolae Marinescu                                         |                                                           | Nicolae Caranfil                                          |                                                           | Nicolae Marinescu                                         |                                                           |
| 1937  | Nicolae Marinescu                                         | Lili Prager                                               | Nicolae Caranfil                                          |                                                           | Nicolae Marinescu                                         |                                                           |
| 1938  | Nicolae Marinescu                                         |                                                           | Grigore Neculce                                           |                                                           | Nicolae Marinescu                                         |                                                           |
| 1939  | Grigore Neculce                                           | Eva Kimmel                                                | Vasile Rădulescu                                          |                                                           | Marin Dobre                                               |                                                           |
| 1940  | Grigore Neculce                                           | Lili Prager                                               | Grigore Neculce                                           |                                                           | Camil Szatmary                                            |                                                           |
| 1941  | Épreuves annulées en raison de la Seconde Guerre mondiale | Épreuves annulées en raison de la Seconde Guerre mondiale | Épreuves annulées en raison de la Seconde Guerre mondiale | Épreuves annulées en raison de la Seconde Guerre mondiale | Épreuves annulées en raison de la Seconde Guerre mondiale | Épreuves annulées en raison de la Seconde Guerre mondiale |
| 1942  | Épreuves annulées en raison de la Seconde Guerre mondiale | Épreuves annulées en raison de la Seconde Guerre mondiale | Épreuves annulées en raison de la Seconde Guerre mondiale | Épreuves annulées en raison de la Seconde Guerre mondiale | Épreuves annulées en raison de la Seconde Guerre mondiale | Épreuves annulées en raison de la Seconde Guerre mondiale |
| 1943  | Ilie Tudor                                                |                                                           | Grigore Neculce                                           |                                                           | Gheorghe Man                                              |                                                           |
| 1944  | Épreuves annulées en raison de la Seconde Guerre mondiale | Épreuves annulées en raison de la Seconde Guerre mondiale | Épreuves annulées en raison de la Seconde Guerre mondiale | Épreuves annulées en raison de la Seconde Guerre mondiale | Épreuves annulées en raison de la Seconde Guerre mondiale | Épreuves annulées en raison de la Seconde Guerre mondiale |
| 1945  | Aristide Galimir                                          |                                                           | Grigore Neculce                                           |                                                           | Dumitru Raiciu                                            |                                                           |
| 1946  | Aristide Galimir                                          | Ioana Dobrin                                              | Aristide Galimir                                          |                                                           | Ilie Tudor                                                |                                                           |
| 1947  | Nicolae Marinescu                                         | Lili Prager                                               | Grigore Neculce                                           |                                                           | Jaques Istrate                                            |                                                           |
| 1948  | Ilie Tudor                                                | Rita Catalan                                              | Aristide Galimir                                          |                                                           | Eugen Burlacu                                             |                                                           |
| 1949  | Grigore Neculce                                           | Lelia Talpeș                                              |                                                           |                                                           | Ion Santo                                                 |                                                           |
| 1950  | Ilie Tudor                                                | Mia Măglașu                                               | Grigore Neculce                                           |                                                           | Gheorge Man                                               |                                                           |
| 1951  | Nicolae Marinescu                                         | Idus Kesthelyi                                            | Grigore Neculce                                           |                                                           | Gheorge Man                                               |                                                           |
| 1952  | Nicolae Marinescu                                         | Ilona Zagoni                                              | Nicolae Marinescu                                         |                                                           | Tiberiu Bartoș                                            |                                                           |
| 1953  | Vasile Chelaru                                            | Ilona Zagoni                                              | Cornel Georgescu                                          |                                                           | Ilie Tudor                                                |                                                           |
| 1954  | Andrei Vâlcea                                             | Maria Vicol                                               | Ilie Tudor                                                |                                                           | Gheorge Man                                               |                                                           |
| 1955  | Angelo Pellegrini                                         | Olga Orbán-Szabó                                          | Ilie Tudor                                                |                                                           | Tiberiu Bartoș                                            |                                                           |
| 1956  | Ștefan Tăpălagă                                           | Maria Vicol                                               | Grigore Neculce                                           |                                                           | Tiberiu Szabo                                             |                                                           |
| 1957  | Tănase Mureșanu                                           | Ecaterina Orb-Lazăr                                       | Constantin Ciocârlie                                      |                                                           | Cornel Pelmuș                                             |                                                           |
| 1958  | Tănase Mureșanu                                           | Olga Orbán-Szabó                                          | Constantin Stelian                                        |                                                           | Cornel Pelmuș                                             |                                                           |
| 1959  | Ilie Tudor                                                | Olga Orbán-Szabó                                          | Ștefan Haukler                                            |                                                           | Cornel Pelmuș                                             |                                                           |
| 1960  | Iosif Zilahy                                              | Maria Vicol                                               | Constantin Stelian                                        |                                                           | Dumitru Mustață                                           |                                                           |
| 1961  | Iosif Zilahy                                              | Olga Orbán-Szabó                                          | Constantin Stelian                                        |                                                           | Dumitru Mustață                                           |                                                           |
| 1962  | Tănase Mureșanu                                           | Olga Orbán-Szabó                                          | Ștefan Haukler                                            |                                                           | Dumitru Mustață                                           |                                                           |
| 1963  | Tănase Mureșanu                                           | Maria Vicol                                               | Constantin Stelian                                        |                                                           | Dumitru Mustață                                           |                                                           |
| 1964  | Ion Drîmbă                                                | Maria Vicol                                               | Dan Ionescu                                               |                                                           | Ion Drîmbă                                                |                                                           |
| 1965  | Iuliu Falb                                                | Olga Orbán-Szabó                                          | Ștefan Haukler                                            |                                                           | Dumitru Mustață                                           |                                                           |
| 1966  | Iuliu Falb                                                | Ileana Gyulai-Drîmbă-Jenei                                | Ştefan Moldanski                                          |                                                           | Gheorghe Culcea                                           |                                                           |
| 1967  | Iuliu Falb                                                | Ileana Gyulai-Drîmbă-Jenei                                | Anton Pongratz                                            |                                                           | Ioska Budahazi                                            |                                                           |
| 1968  | Ion Drîmbă                                                | Ecaterina Iencic-Stahl                                    | Alexandru Istrate                                         |                                                           | Octavian Vintilă                                          |                                                           |
| 1969  | Ion Drîmbă                                                | Olga Orbán-Szabó                                          | Alexandru Istrate                                         |                                                           | Octavian Vintilă                                          |                                                           |
| 1970  | Mihai Ţiu                                                 | Suzana Ardeleanu                                          | Carol Kiss                                                |                                                           | Octavian Vintilă                                          |                                                           |
| 1971  | Mihai Ţiu                                                 | Suzana Ardeleanu                                          | Dan Irimiciuc                                             |                                                           | Dan Irimiciuc                                             |                                                           |
| 1972  | Mihai Ţiu                                                 | Ana Derșidan-Ene-Pascu                                    | Alexandru Istrate                                         |                                                           | Gheorghe Culcea                                           |                                                           |
| 1973  | Mihai Ţiu                                                 | Ileana Gyulai-Drîmbă-Jenei                                | Anton Pongratz                                            |                                                           | Tănase Mureşan                                            |                                                           |
| 1974  | Petru Kuki                                                | Suzana Ardeleanu                                          | Constantin Bărăgan                                        |                                                           | Ioan Popa                                                 |                                                           |
| 1975  | Petru Kuki                                                | Ecaterina Iencic-Stahl                                    | Octavian Zidaru                                           |                                                           | Ionel Pantelimonescu                                      |                                                           |
| 1976  | Mihai Ţiu                                                 | Suzana Ardeleanu                                          | Ioan Popa                                                 |                                                           | Cornel Marin                                              |                                                           |
| 1977  | Petre Buricea                                             | Marcela Moldovan-Zsak                                     | Ioan Popa                                                 |                                                           | Marin Mustață                                             |                                                           |
| 1978  | Mihai Ţiu                                                 | Suzana Ardeleanu                                          | Constantin Bărăgan                                        |                                                           | Marin Mustață                                             |                                                           |
| 1979  | Petru Kuki                                                | Suzana Ardeleanu                                          | Ioan Popa                                                 |                                                           | Ionel Pantelimonescu                                      |                                                           |
| 1980  | Petru Kuki                                                | Aurora Dan                                                | Constantin Bărăgan                                        |                                                           | Ioan Popa                                                 |                                                           |
| 1981  | Petru Kuki                                                | Aurora Dan                                                | Rudolf Szabo                                              |                                                           | Marin Mustață                                             |                                                           |
| 1982  | Petru Kuki                                                | Marcela Moldovan-Zsak                                     | Mikloș Bodoczi                                            |                                                           | Marin Mustață                                             |                                                           |
| 1983  | Petru Kuki                                                | Marcela Moldovan-Zsak                                     | Ion Dima                                                  |                                                           | Cornel Marin                                              |                                                           |
| 1984  | Petru Kuki                                                | Elisabeta Guzganu-Tufan                                   | Mihai Popa                                                |                                                           | Marin Mustață                                             |                                                           |
| 1985  | Livius Buzan                                              | Rozalia Oros                                              | Sorin Şaitoc                                              |                                                           | Cornel Marin                                              |                                                           |
| 1986  | Romică Molea                                              | Reka Zsofia Lazăr-Szabo                                   | Rudolf Szabo                                              |                                                           | Alexandru Chiculiță                                       |                                                           |
| 1987  | Nicolae Ille                                              | Rozalia Oros                                              | Nicolae Felix                                             |                                                           | Florin Păunescu                                           |                                                           |
| 1988  | George Oancea                                             | Reka Zsofia Lazăr-Szabo                                   | Mihai Popa                                                |                                                           | Alexandru Chiculiță                                       |                                                           |
| 1989  | George Oancea                                             | Laura Badea                                               | Mikloş Bodoczi                                            |                                                           | Alexandru Chiculiță                                       |                                                           |
| 1990  | Petre Ducu                                                | Roxana Dumitrescu                                         | Mihai Popa                                                | Alina Moţea                                               | Alexandru Chiculiță                                       |                                                           |
| 1991  | Romică Molea                                              | Claudia Grigorescu                                        | Mirel Adam                                                | Emoke Muzsnay                                             | Alexandru Chiculiță                                       |                                                           |
| 1992  | Petre Ducu                                                | Reka Zsofia Lazăr-Szabo                                   | Ionel-Ilarie Stanciu                                      | Irina Görbe                                               | Alexandru Chiculiță                                       |                                                           |
| 1993  | Livius Buzan                                              | Laura Badea                                               | Gabriel Pantelimon                                        | Mariana Alexa                                             | Victor Găureanu                                           |                                                           |
| 1994  | Romică Molea                                              | Laura Badea                                               | Ionel-Ilarie Stanciu                                      | Iudit Gyurcan                                             | Victor Găureanu                                           |                                                           |
| 1995  | Petre Ducu                                                | Reka Zsofia Lazăr-Szabo                                   | George Epurescu                                           | Ana Pavel                                                 | Alin Lupeică                                              |                                                           |
| 1996  | Petre Ducu                                                | Laura Badea                                               | Cornel Milan                                              | Ana Pavel                                                 | Alin Lupeică                                              |                                                           |
| 1997  | Romică Molea                                              | Mioara David                                              | George Epurescu                                           | Ana Pavel                                                 | Alin Lupeică                                              |                                                           |
| 1998  | Peter Habala                                              | Roxana Scarlat                                            | Alexandru Nyisztor                                        | Irina Görbe                                               | Victor Găureanu                                           |                                                           |
| 1999  | Serghei Jelezov                                           | Roxana Scarlat                                            | Constantin Dumitrescu                                     | Ana Maria Popescu                                         | Mihai Covaliu                                             |                                                           |
| 2000  | Serghei Jelezov                                           | Roxana Scarlat                                            | George Epurescu                                           | Ana Maria Popescu                                         | Mihai Covaliu                                             |                                                           |
| 2001  | George Ilie                                               | Laura Badea                                               | Adrian Pop                                                | Ana Pavel                                                 | Mihai Covaliu                                             | Irina Drăghici                                            |
| 2002  | Serghei Jelezov                                           | Roxana Scarlat                                            | Alexandru Nyisztor                                        | Bernadette Mayer                                          | Mihai Covaliu                                             | Cătălina Gheorghiţoaia                                    |
| 2003  | George Ilie                                               | Laura Badea                                               | Alexandru Nyisztor                                        | Loredana Dinu                                             | Mihai Covaliu                                             | Irina Covaliu                                             |
| 2004  | Radu Dărăban                                              | Laura Badea                                               | George Epurescu                                           | Ana Maria Popescu                                         | Rareș Dumitrescu                                          | Cătălina Gheorghiţoaia                                    |
| 2005  | Virgil Sălişcan                                           | Roxana Scarlat                                            | Alexandru Nyisztor                                        | Ana Maria Popescu                                         | Mihai Covaliu                                             | Andreea Pelei                                             |
| 2006  | Virgil Sălişcan                                           | Cristina Stahl                                            | Alexandru Nyisztor                                        | Simona Alexandru                                          | Rareș Dumitrescu                                          | Irina Covaliu                                             |
| 2007  | Virgil Sălişcan                                           | Cristina Stahl                                            | Alexandru Nyisztor                                        | Ana Maria Popescu                                         | Mihai Covaliu                                             | Elena Munteanu                                            |
| 2008  | Radu Dărăban                                              | Cristina Stahl                                            | Alexandru Nyisztor                                        | Simona Alexandru                                          | Rareș Dumitrescu                                          | Elena Munteanu                                            |
| 2009  | Virgil Sălişcan                                           | Cristina Stahl                                            | Alexandru Nyisztor                                        | Anca Măroiu                                               | Florin Zalomir                                            | Elena Munteanu                                            |
| 2010  | Radu Dărăban                                              | Maria Udrea                                               | Adrian Pop                                                | Anca Măroiu                                               | Rareș Dumitrescu                                          | Bianca Pascu                                              |
| 2011  | Virgil Sălişcan                                           | Cristina Ghiţă                                            | Adrian Pop                                                | Ana Maria Popescu                                         | Mihail Bela                                               | Bianca Pascu                                              |
| 2012  | Radu Dărăban                                              | Cristina Ghiţă                                            | Bertalan Arkosi                                           | Ana Maria Popescu                                         | Rareş Dumitrescu                                          | Mihaela Bulică                                            |
| 2013  | Virgil Sălişcan                                           | Cristina Ghiţă                                            | Bertalan Arkosi                                           | Ana Maria Popescu                                         | Tiberiu Dolniceanu                                        | Mihaela Bulică                                            |
| 2014  | Radu Dărăban                                              | Maria Boldor                                              | Mitrică Alin                                              | Simona Gherman                                            | Alin Badea                                                | Bianca Pascu                                              |
| 2015  | Radu Dărăban                                              | Maria Boldor                                              | Liviu Dragomir                                            | Simona Pop                                                | Tiberiu Dolniceanu                                        | Bianca Pascu                                              |
| 2016  | Radu Dărăban                                              | Maria Udrea                                               | Adrian Pop                                                | Simona Gherman                                            | Iulian Teodosiu                                           | Bianca Pascu                                              |
| 2017  | Radu Dărăban                                              | Maria Boldor                                              | Adrian Szilagyi                                           | Amalia Tătăran                                            | Iulian Teodosiu                                           | Bianca Pascu                                              |
| 2018  | Radu Dărăban                                              | Mălina Călugăreanu                                        | Alin Sbîrcia                                              | Amalia Tătăran                                            |                                                           |                                                           |
| 2020  | Épreuves annulées en raison de la pandémie de Covid-19    | Épreuves annulées en raison de la pandémie de Covid-19    | Épreuves annulées en raison de la pandémie de Covid-19    | Épreuves annulées en raison de la pandémie de Covid-19    | Épreuves annulées en raison de la pandémie de Covid-19    | Épreuves annulées en raison de la pandémie de Covid-19    |
| 2021  | Benjamin Bodo                                             | Anca Săveanu                                              |                                                           | Ana Maria Popescu                                         | Alin Badea                                                | Bianca Pascu                                              |

### Palmarès par équipes
| Année | Fleuret masculin            | Fleuret féminin                   | Épée masculine                    | Épée féminine    | Sabre masculin      | Sabre féminin               |
| 1948  | Godeanu București           |                                   |                                   |                  | Banca RPR București |                             |
| 1950  | Spartac Banca RPR București |                                   |                                   |                  | CCA București       |                             |
| 1951  | CCA București               | Spartac Banca RPR București       |                                   |                  | CCA București       |                             |
| 1952  | CCA București               | Ştiinţa Cluj                      |                                   |                  | CCA București       |                             |
| 1953  | CCA București               | Ştiinţa Cluj                      |                                   |                  | CCA București       |                             |
| 1954  | CCA București               | Ştiinţa Cluj                      |                                   |                  | CCA București       |                             |
| 1955  | CCA București               | Ştiinţa Cluj                      | Ştiinţa ICF București             |                  | CCA București       |                             |
| 1956  | CCA București               | Progresul Finanţe-Bănci București | CCA București                     |                  | CCA București       |                             |
| 1957  | CCA București               | Progresul Finanţe-Bănci București | Progresul Finanţe-Bănci București |                  | CCA București       |                             |
| 1958  | CCA București               | Progresul București               | CCA București                     |                  | CCA București       |                             |
| 1959  | CCA București               | CCA București                     | Progresul București               |                  | CCA București       |                             |
| 1960  | Petrolul Ploiești           | Progresul București               | CCA București                     |                  | CCA București       |                             |
| 1961  | CCA București               | CSM Cluj                          | CCA București                     |                  | Ştiinţa București   |                             |
| 1962  | Steaua București            | Steaua București                  | Steaua București                  |                  | Steaua București    |                             |
| 1963  | Steaua București            | Progresul București               | Steaua București                  |                  | Steaua București    |                             |
| 1964  | Steaua București            | UNIO Satu Mare                    | Ştiinţa București                 |                  | Steaua București    |                             |
| 1965  | Steaua București            | Steaua București                  | Steaua București                  |                  | Steaua București    |                             |
| 1966  | Steaua București            | Steaua București                  | Steaua București                  |                  | Steaua București    |                             |
| 1967  | Steaua București            | Steaua București                  | Steaua București                  |                  | Steaua București    |                             |
| 1968  | Steaua București            | Steaua București                  | Steaua București                  |                  | Steaua București    |                             |
| 1969  | Steaua București            | Steaua București                  | Steaua București                  |                  | Steaua București    |                             |
| 1970  | Steaua București            | Steaua București                  | Steaua București                  |                  | Steaua București    |                             |
| 1971  | Steaua București            | Steaua București                  | Steaua București                  |                  | Steaua București    |                             |
| 1972  | Steaua București            | Steaua București                  | Steaua București                  |                  | Steaua București    |                             |
| 1973  | Steaua București            | Steaua București                  | Steaua București                  |                  | Steaua București    |                             |
| 1974  | Steaua București            | Steaua București                  | Steaua București                  |                  | Steaua București    |                             |
| 1975  | Steaua București            | Steaua București                  | Steaua București                  |                  | Steaua București    |                             |
| 1976  | Steaua București            | Steaua București                  | Steaua București                  |                  | Steaua București    |                             |
| 1977  | Steaua București            | Steaua București                  | Steaua București                  |                  | Steaua București    |                             |
| 1978  | Steaua București            | Steaua București                  | Steaua București                  |                  | Steaua București    |                             |
| 1979  | Steaua București            | Steaua București                  | Steaua București                  |                  | Steaua București    |                             |
| 1980  | Steaua București            | Steaua București                  | Steaua București                  |                  | Steaua București    |                             |
| 1981  | Steaua București            | CS Satu Mare                      | Steaua București                  |                  | Steaua București    |                             |
| 1982  | Steaua București            | CS Satu Mare                      | Steaua București                  |                  | Steaua București    |                             |
| 1983  | Steaua București            | Dinamo București                  | Steaua București                  |                  | Steaua București    |                             |
| 1984  | Steaua București            | CS Satu Mare                      | Steaua București                  |                  | Steaua București    |                             |
| 1985  | Steaua București            | CS Satu Mare                      | Steaua București                  |                  | Steaua București    |                             |
| 1986  | Steaua București            | CS Satu Mare                      | Steaua București                  |                  | Steaua București    |                             |
| 1987  | Steaua București            | Steaua București                  | Steaua București                  |                  | Steaua București    |                             |
| 1988  | Steaua București            | Steaua București                  | Steaua București                  |                  | Steaua București    |                             |
| 1989  | Flacăra Satu Mare           | Steaua București                  | CS Satu Mare                      |                  | Steaua București    |                             |
| 1990  | Steaua București            | Steaua București                  | Steaua București                  | CS Satu Mare     | Steaua București    |                             |
| 1991  | Steaua București            | Steaua București                  | CS Satu Mare                      | CS Satu Mare     | Tractorul Bv.       |                             |
| 1992  | Steaua București            | Steaua București                  | Steaua București                  | CS Satu Mare     | Tractorul Bv.       |                             |
| 1993  | Steaua București            | Steaua București                  | Steaua București                  | Steaua București | Tractorul Bv.       |                             |
| 1994  | Steaua București            | Steaua București                  | Steaua București                  | Steaua București | BNR București       |                             |
| 1995  | Steaua București            | BNR București                     | Steaua București                  | BNR București    | Tractorul Bv.       |                             |
| 1996  | Steaua București            | Steaua București                  | BNR București                     | BNR București    | Tractorul Bv.       |                             |
| 1997  | Samus Satu Mare             | Steaua București                  | Steaua București                  | Steaua București | Tractorul Bv.       |                             |
| 1998  | Samus Satu Mare             | Steaua București                  | BNR București                     | CSM Craiova      | Tractorul Bv.       |                             |
| 1999  | Steaua București            | Steaua București                  | BNR București                     | BNR București    | Steaua București    |                             |
| 2000  | Steaua București            | Steaua București                  | Crişul Oradea                     | BNR București    | BNR București       |                             |
| 2001  | Steaua București            | Steaua București                  | Crişul Oradea                     | CS Satu Mare     | Steaua București    | Progresul BNR               |
| 2002  | Steaua București            | Steaua București                  | Crişul Oradea                     | CSM / LPS Cv.    | Dinamo București    | Dinamo București            |
| 2003  | Steaua București            | Steaua București                  | Crişul Oradea                     | CSM / LPS Cv.    | Steaua București    | Steaua București            |
| 2004  | Steaua București            | Steaua București                  | CS Satu Mare                      | Steaua București | Dinamo București    | Dinamo București            |
| 2005  | Steaua București            | Steaua București                  | Crişul Oradea                     | CSM / LPS Cv.    | Dinamo București    | CSM Iasi / Steaua București |
| 2006  | Steaua București            | Steaua București                  | Crişul Oradea                     | Steaua București | Dinamo București    | Dinamo București            |
| 2007  | Steaua București            | Steaua București                  | Crişul Oradea                     | Steaua București | Dinamo București    | Steaua București            |
| 2008  | Steaua București            | Steaua București                  | Crişul Oradea                     | Steaua București | Dinamo București    | Steaua București            |
| 2009  | Steaua București            | Steaua București                  | CSM Oradea                        | Steaua București | Dinamo București    | Steaua București            |
| 2010  | Steaua București            | Steaua București                  | CS Satu Mare                      | Steaua București | Dinamo București    | Steaua București            |
| 2011  | Steaua București            | Steaua București                  | CSM Oradea                        | Steaua București | Dinamo București    | Dinamo București            |
| 2012  | Steaua București            | Steaua București                  | CS Satu Mare                      | Steaua București | Dinamo București    | Steaua București            |
| 2013  | Steaua București            | Steaua București                  | CSU Craiova                       | Steaua București | Dinamo București    | Dinamo București            |
| 2014  | CSU Poli Timişoara          | Steaua București                  | CSU Craiova                       | Steaua București | Dinamo București    | Dinamo București            |
| 2015  | CSU Cluj Napoca             | Steaua București                  | CSM Satu Mare                     | Steaua București | Dinamo București    | Dinamo București            |
| 2016  | CSU Poli Timișoara          | Steaua București                  | CSU Craiova                       | Steaua București | Dinamo București    | Dinamo București            |
| 2017  | CSU Cluj Napoca             | CSA Steaua                        | CSM Satu Mare                     | CSA Steaua       | CSA Steaua          | CS Dinamo                   |